# Caius Octavius
Caius Octavius (elhunyt Kr. e. 59-ben) Augustus, az első római császár apja volt. Régi, gazdag lovagrendi családból származott, melynek első sarjaként bejutott a senatusba. Nagyapja nem túl magas rangú tiszt volt a III. pun háborúban, apja pedig egy vidéki városban volt magistratus. A praetorságig jutó Caius részt vett a Spartacus-féle rabszolgafelkelés leverésében, majd Macedonia provincia helytartója lett. Ilyen minőségben jó szervező- és irányítókészségről tett tanúbizonyságot: Suetonius szerint „bátran és igazságosan” kormányzott, és legyőzött egy trák törzset. Cicero diplomáciai tevékenységét becsülte nagyra. Octavius Rómában hunyt el, miközben éppen consullá választásáért harcolt.
Első feleségétől, Anchariától született Octavia Maior, a másodiktól, Atia Balba Caesoniától pedig Octavia Minor és a később Augustus nevet felvevő Caius Octavianus.